# Sarah Perreault
Pour les articles homonymes, voir Perreault.
Sarah Perreault (17 septembre 1962 à Chicoutimi - ) est une ancienne députée libérale à l'Assemblée nationale du Québec. Elle a été élue dans la circonscription de Chauveau à l'élection générale de 2003. Elle a été défaite en 2007.

## Biographie
Sarah Perreault est née à Chicoutimi en 1962.
Elle a étudié en science politique à l'Université Laval, d'où elle détient un baccalauréat. Elle est également détentrice d'un diplôme en communication publique depuis 1987 de la même université.
Elle adjointe du ministre fédéral du Commerce extérieur, John Crosbie, en 1988 et en 1989, puis recherchiste de l'aile parlementaire du Parti libéral du Québec de 1999 à 2002.
Elle est présidente du conseil d'établissement de l'École primaire Alexander-Wolff de 1998 à 2003 et membre du Regroupement des citoyens de Shannon de 2000 à 2003.
En 1997, elle devient présidente régionale du Parti conservateur. Elle est par la suite responsable des communications pour le Parti libéral du Québec dans Charlesbourg en 1998. En 2003, elle est élue députée libérale dans Chauveau. Pendant son mandat, elle est vice-présidente de la Commission de l'administration publique du 31 mars 2004 au 21 février 2007. Elle est défaite en 2007 et en 2008.
Sarah Perreault est directrice de cabinet adjointe de la ministre de l'Éducation, du Loisir, du Sport et de la Famille du 8 mai 2007 au 18 décembre 2008, avant de devenir chef de cabinet du ministre de la Famille à compter de février 2009.